# پاندورا (اوهایو)
پاندورا (به انگلیسی: Pandora) یک روستا در ایالات متحده آمریکا است که در شهرستان پاتنم، اوهایو واقع شده‌است. پاندورا ۲٫۳۸ کیلومتر مربع مساحت و ۱٬۱۵۳ نفر جمعیت دارد و ۲۳۶ متر بالاتر از سطح دریا قرار دارد.